# Masalia alarioides
Masalia alarioides är en fjärilsart som beskrevs av Butler 1886. Masalia alarioides ingår i släktet Masalia och familjen nattflyn. Inga underarter finns listade i Catalogue of Life.